# Rötsweiler-Nockenthal
Rötsweiler-Nockenthal là một đô thị thuộc huyện Birkenfeld, bang Rheinland-Pfalz, Đức. Đô thị này có diện tích 3,21 km².